# Crotalaria doniana
Crotalaria doniana är en ärtväxtart som beskrevs av John Gilbert Baker. Crotalaria doniana ingår i släktet sunnhampor, och familjen ärtväxter. Inga underarter finns listade i Catalogue of Life.